# Оршанський повіт
Оршанський повіт — адміністративна одиниця у складі Вітебського воєводства Великого князівства Литовського від 1566 р. до 1793 року. Центр повіту — місто Орша, в 1772-1793 рр. — Холопеничі. Повіт межував на північному сході з Вітебським повітом, на північному заході — з Полоцьким воєводством, на сході — з Мінським повітом, на півдні — з Речицьким повітом, на південному сході — з Мстиславським воєводством, на північному сході — зі Смоленським воєводством.
До складу повіту входили Оршанське міське, Бабіновічське, Борисовське, Велятічське, Любавицьке, Любашінське, Могильовське і Свислоцьке староства, а також приватні володіння. Серед великих міст повіту були Орша, Могильов, Друцьк, Борисов, Шклов, Копись, Бихов, Чауси і Чериков.
Оршанське намісництво (також неофіційно — повіт), створене в 1392 р., увійшло до складу Вітебського воєводства в 1508 році.
Повіт був утворений в 1566 році під час адміністративної реформи у Великому князівстві Литовському, при цьому в його склад увійшли Оршанське намісництво і Друцьке князівство Вітебського воєводства, Лукомльська волость Полоцького воєводства, Хорецьке і Могильовське намісництва, частини Борисовського, Свислочського, Бобруйського намісництв і Мстиславського князівства та Биховського князівства зі складу Віленського воєводства.
Найбільшим містом повіту і воєводства (і другим за величиною в Литві після Вільно в XVII ст.) Був Могилів на Дніпрі — великий торгово-транспортний центр, відомий з 1270 р.. Від 1561 року він мав особливі права і незалежність від воєвод, старост та інших чиновників (магдебурзьке право) і разом з околицями (з 1589 р. становили Могильовську економію) відносилися до коронних земель.
Незважаючи на просування уніатства, цей регіон у конфесійному плані залишався православним, і в 1634 р. Владислав IV дозволив створити єдину на той час в Білорусі православну єпархію з центром у м. Могильові. При цьому вже в 1669 р. в повіті діяло 17 римо-католицьких костелів.
В середині XVII століття в повіті було 67 600 селянських господарств, а населення становило 540 800 осіб [1]. За цим показником Оршанський повіт був одним з найбільших у свій час у Великому князівстві Литовському. У 1775 р. в ньому налічувалося 8819 димів.
У 1772 р. під час першого поділу Речі Посполитої більша частина повіту була окупована Російською імперією, центр повіту був перенесений в Холопеничі. Повіт був остаточно ліквідований російською владою у 1793 році, а решта території — після другого поділу Речі Посполитої.
На початку XX століття території колишнього Оршанського повіту ВКЛ в складі Російської імперії відповідали Сененський, Оршанський, Могильовський, Горецький повіти; велика частина Чауського і Биховського повітів; і західні частини Мстиславського і Черіковского повітів Могильовської губернії та східні частини Борисовського, Ігуменського і північно-східна частина Бобруйського повітів Мінської губернії.

## Урядники
Від повіту місцева шляхта посилала двох послів на вальний сейм Речі Посполитої та двох депутатів у Головний трибунал. У м. Орші збиралися повітові сеймики — місцеві станово-представницькі органи. Там же знаходилися підкоморний, земський і гродський суди.
У більшості випадків сенаторські посади займали представники середньої шляхти. Також йшли справи й зі старостами. Земські чини, як і всюди, також займала середня шляхта, для якої вони служили показниками положення в суспільстві.
Оршанські намісники-старости та старосты
- 1501—1538: Федір Заславський
- 1538—1546: В. Ю. Друцький-Толочинський
- 1546—1558: А. І. Друцький-Озерецький
- 1559—1560: Петро Корсак
- 1560—1566: Андрій Одинцевич
- 1566—1587: Філон Кміта
- 1588—1611: Андрій Іванович Сапега
- 1613—1635: Олександр Даждьбог Сапега
- 1635—1650: Григорій Юрій Друцький-Горський
- 1650—1651: Михайло Друцький-Горський
- 1651—1656: Казимир Лев Сапега
- с 1701: Єжи Ієронім Крішпін-Кіршенштейн
- 1723—1742: Олександр Юзефович-Глебицький
- до 1793 : Йоахим Ігнатій Юзеф Литавор-Хрептович[2]

Оршанські підстарости
- 1577: Іван Сапега[4]
- 1578: Василь Тяпинський
- 1599: П. Кублицький
- 1614: А. Подберезський
- 1625—1634: Іван Друцький-Любецький
- 1651: Петро Галімський

Оршанські повітові маршалки
- 1569—1575: Павло Друцький-Соколинський
- 1575—1585: Тимофій Друцький-Соколинський
- від 1585: Р. Подберезський
- 1591: Богдан Лукомський
- 1591—1605: Михайло Друцький-Соколинський
- 1605—1619: Григорій Юрій Друцький-Горський
- 1619: І. Курч
- 1620: Семен Самійло Санґушко
- 1622—1648: Ян Друцький-Соколинський
- 1653: Петро Галімський
- 1665: Михайло Кароль Друцький-Соколинський[5]
- 1771: Миколай Саба Данилович-Храповицький[6]
- після 1772: Антоній Данилович-Храповицький
- 1792: Тадеуш Пржисецький

Оршанські хорунжі
- 1629—1631: Богдан Вільгельмович Статкевич-Завирський[4]
- 1639: Ю. Горський
- 1640—1644: Самуїл Головчинський
- 1644—1658: Миколай Головчинський
- с 1658: Самуїл Кмітич
- 1765: Юрій Казимир Галиновський[7]
- 1792: Михайло Зброєвський[7]

Оршанські земські судді
- 1580—1591: Богдан Лукомський
- 1599—1615: А. В. Воропай
- 1620—1625: І. Б. Лукомський
- 1635: І. Цехановецький
- 1638—1642: М. Баратинський